# Liste von Automuseen in Tschechien

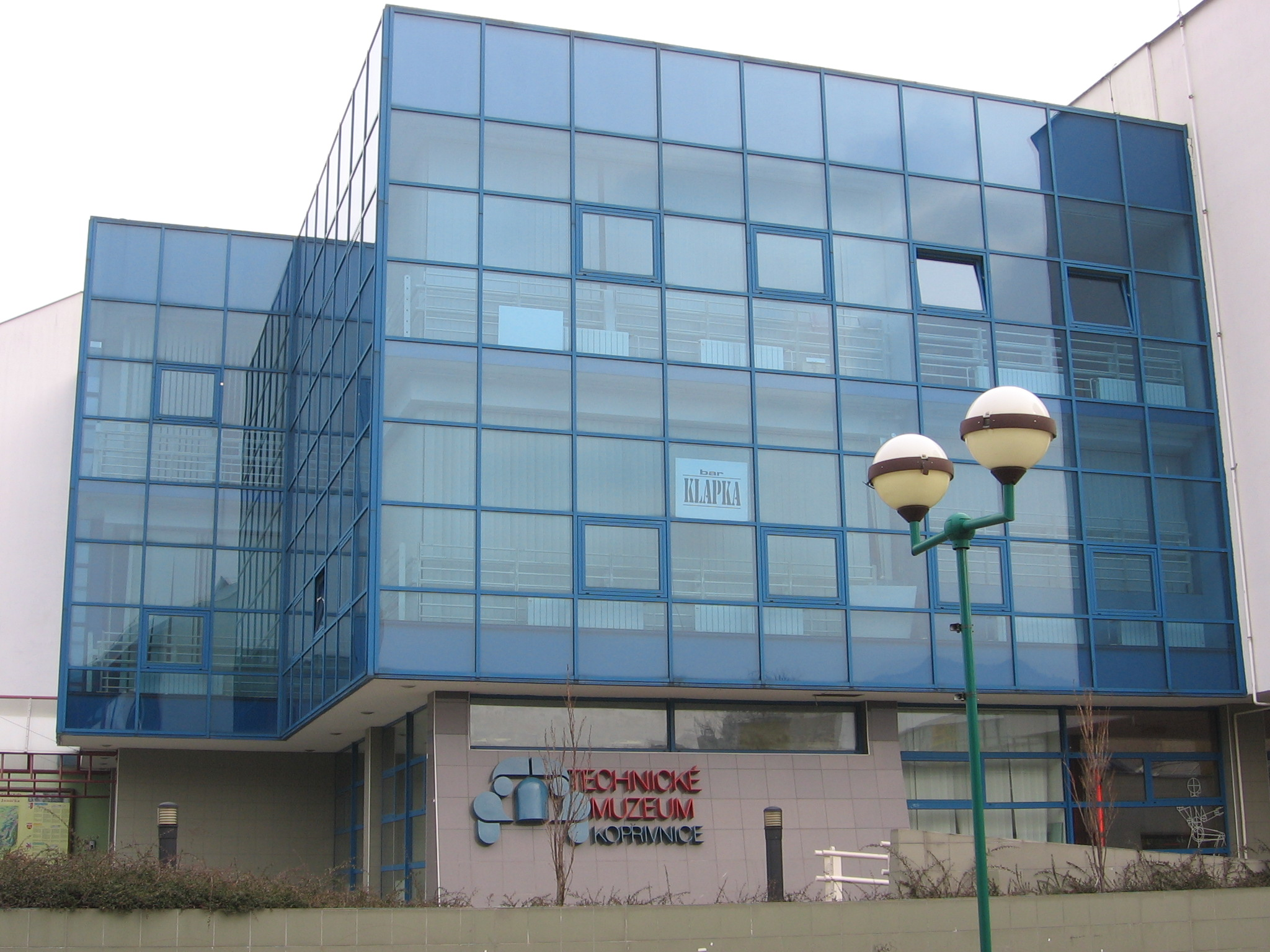
Technické muzeum Tatra in Kopřivnice

Die Automuseen in Tschechien sind üblicherweise ganzjährig geöffnet. Darunter befinden sich große öffentliche Museen mit festen Öffnungszeiten ebenso wie kleine Privatsammlungen.

## Tabellarische Übersicht
Die Tabelle ist absteigend nach der Anzahl der ausgestellten Personenkraftwagen sortiert, und bei gleicher Anzahl alphabetisch aufsteigend nach Ort. In der Spalte Stand ist das Jahr angegeben, auf das sich die Angaben Anzahl ausgestellter Pkw und Besondere Pkw beziehen. Die Auflistung in der Spalte Besondere Pkw erfolgt alphabetisch.
| Name des Museums                                             | Ort                              | Beschreibung                                                             | Anzahl ausgestellter Pkw | Stand | Besondere Pkw |
| ------------------------------------------------------------ | -------------------------------- | ------------------------------------------------------------------------ | ------------------------ | ----- | --- |
| Retro Auto Muzeum                                            | Strnadice                        | Autos, Schwerpunkt nach 1945                                             | 147                      | 2023  | Aero Minor II, ARO, Austin Allegro, Avia 11, AWZ P 70, Bohse Euro-Star, Chrysler 160, Dacia 1300 und 1310, Ford Cortina, FSM Syrena 105, FSO Polonez und Warszawa 224, Hillman Minx, IFA F 9, IMV Donau, ISCH-2125, Moskwitsch-402, 408, 412, 2137 und 2140 und 2141, MTX Cabrio und Roadster, Oltcit, Renault 15, Saab 96 und 99, SAS-965 und 968, Simca 1307 und 1501, Škoda 440, 1000 MB, 1102, 1201, 1202 und Felicia, Tatra 600, 603, 613 und 700, Toyota Corona, Trabant P 50, 600, 601 und 1.1, Trekka, UAZ-469, Velorex 16/250 und 435-0, VF Buggy, Volvo 240, Wartburg 311, 353 und 1.3, Zastava Skala und Yugo |
| Automuzeum Pelechov                                          | Luštěnice                        | Autos, nur nach Vereinbarung geöffnet                                    | 104                      | 2023  | Alfa Romeo Alfa 6, AMC Eagle und Pacer, Amilcar, Apal Buggy, Baldi Frog, Buick Riviera, Cadillac Fleetwood, Casalini, Chevrolet Corvair, Citroën Ami 8, Dodge Coronet, Eagle SS, Edsel, Ford Fairlane, Imperial Le Baron, Lancia Beta Trevi, Lincoln Continental, Mercury Comet, Messerschmitt Kabinenroller, Mitsubishi Sapporo, Oldsmobile Super 88, Packard 200, Pontiac Catalina, Rambler American, Renault 15, Tatra 603 und VW Corrado |
| Muzeum Socialistických Vozů                                  | Železný Brod                     | Autos, Schwerpunkt Osteuropa                                             | 85                       | 2023  | Aero 10, Aero Minor II, ARO 24 und M 461, Dacia 1300, Fiat 850, Moskwitsch-407, 2140 und 2141, Oltcit, Oskar, Škoda 430, 440, 1000 MB, 1102, 1200, 1201 und Popular, SMS SZD, Tatra 12, 13, 57, 87, 603 und 613, Velorex Dreirad und 435-0, Wartburg 311 und Zastava Yugo |
| Technické muzeum Tatra                                       | Kopřivnice                       | Autos, Schwerpunkt Tatra und Nesselsdorf                                 | 67                       | 2023  | Ecorra Sport, Nesselsdorf B, Präsident, S und T, Tatra 11, 12, 17, 30, 31, 52, 57, 70, 75, 77, 80, 87, 97, 600, 603, 605, 607 Monoposto, 613, 700 und V 570 |
| Muzeum amerických veteránů JK Classics                       | Lužná u Rakovníka                | Autos aus den USA                                                        | 57                       | 2023  | AMC Ambassador, Buick Century, Cadillac Series 62, Chevrolet Bel Air, Chrysler Cordoba, Continental Mark II, Custom Cloud, Dodge Coronet, Edsel Villager, Ford Galaxie, Imperial Crown, LaSalle 303, Lincoln Continental, Mercury Cougar, Oldsmobile Cutlass, Plymouth Fury, Pontiac Bonneville, Tatra 87 und Zimmer Golden Spirit |
| Škoda Muzeum                                                 | Mladá Boleslav                   | Autos, Schwerpunkt Škoda und Laurin & Klement                            | 57                       | 2023  | Laurin & Klement A, BS, LW, S und Škoda 110, Škoda 420, 422, 440, 935, 1000 MB, 1101 OHC, Popular, Rapid, Superb und Prototypen |
| Automuzeum Svět Škodovek                                     | Mrač                             | Autos, Schwerpunkt Škoda                                                 | 55                       | 2023  | Škoda 450, 1102, 1201, 1202, Favorit und Rapid und Trekka |
| Muzeum amerických automobilů                                 | Nová Bystřice                    | Autos aus den USA                                                        | 50                       | 2023  | Buick 6-45 und Riviera, Cadillac V 63, Chevrolet FB 40, Continental Mark IV, DeSoto Firedome, Dodge Sedan 1926, Ford Gran Torino, Franklin 13, Hupmobile R und S, Imperial Crown, Lincoln Modell K und Modell L, Mercury Marauder, Nash Advanced Six, Oldsmobile 98, Overland Model 51, Pierce-Arrow 840, Pontiac Streamliner, Studebaker Big Six und Whippet Six 98 A |
| Veteran Arena                                                | Olmütz                           | Autos, Schwerpunkt vor 1945                                              | 46                       | 2023  | Aero 30 und 50, Aero Minor II, Alvis 4.3 litre, Ansaldo 4 H, Frazer Nash Shelsley Sports, Invicta 12/100, Jawa 700 und Minor, Jensen A und Interceptor, Laurin & Klement Škoda 110, MG Magna, Praga Alfa, Baby, Golden, Grand, Lady und Piccolo, Singer 9, Škoda Popular, Tatra 30, 31 und 75, Triumph Dolomite und Gloria, Wikov 7/28, 35 und 40, Z 4 und 5 |
| Muzeum Motorismu Znojmo                                      | Znojmo                           | Autos, Schwerpunkt vor 1945, und Motorräder                              | 45                       | 2023  | Aero 10, 18, 20, 30 und 50, Jawa Minor, KAN S, Laurin & Klement A und LW, Praga Alfa, Baby und Piccolo, Šibrava Trimobil, Škoda 418, 430 und Popular, Tatra 11, 12, 30, 52, 54, 57, 75 und 600, Walter Dreirad und Lord und Z 4 |
| Janecký Chotoviny Museum                                     | Chotoviny                        | Autos                                                                    | 44                       | 2023  | Aero 10, DKW F 7, Jawa Minor, Mercedes-Benz /8, 170 DS, SLC und W 123, Oltcit, Renault 8, Škoda 440, 1000 MB, Škoda Felicia, Popular und Rapid, Tatra 12, 52 und 57, Trabant 601, Velorex 435-0 und Wartburg 311 |
| Automuzeum Terezín                                           | Terezín                          | Autos und Motorräder                                                     | 39                       | 2023  | Aero 18, DKW Munga, Oltcit, Renault 12, Škoda 440, 1000 MB und Felicia, Tatra 603 und 613, Trabant 600 und 601, Velorex 435-0 und Wartburg 353 |
| Podbrdské muzeum                                             | Rožmitál pod Třemšínem           | Autos, Schwerpunkt Aero                                                  | 38                       | 2023  | Aero 10, 18, 20, 30 und 50, Aero Minor II, Jawa Minor, Škoda Felicia und Tatra 12 |
| Technické muzeum Liberec                                     | Liberec                          | Autos                                                                    | 37                       | 2023  | Austin 7, Bentley 4 ¼ Litre, Crossley 15.7, Daimler DS 420, Darracq 25 HP, De Dion-Bouton Type AL und Type IE, Jaguar Mark IV, Praga Baby und Piccolo, Škoda 420 und Popular, Tatra 11, 12 und 57, Triumph Roadster, Walter WIZ, Wanderer W 24 und Z 4 |
| Auto Moto Muzeum Oldtimer Kopřivnice                         | Kopřivnice                       | Autos und Motorräder                                                     | 34                       | 2023  | Aero 30, Auburn 8-120, BMW Isetta, Bugatti Type 40, Cadillac Series 353, Ferrari 348, Fiat 521, Ford Modell T, Frazer Nash BMW 326, Horch 830, Jaguar XK 150, Maserati 3500 GT, Messerschmitt Kabinenroller, Opel GT, Riley RMC, Studebaker 55 R, Tatra 12, 52, 57, 77, 87, 97, 600 und 603, Velorex 16/250 und Windhoff 1902 |
| Technisches Nationalmuseum in Prag                           | Prag                             | Technikmuseum mit Autos und Motorrädern                                  | 34                       | 2023  | Aero 50, Audi Typ A, Bédélia, Benz 16/40 PS, Bugatti Type 13 und Type 51, Dálnik Einspurauto, De-Dion-Bouton-Motordreirad, Gardner-Serpollet Dampfwagen, Jawa 750, Laurin & Klement B, RK und 105, Nesselsdorf 9 HP, Präsident und Rennwagen, Praga Alfa und Lady, Renault Type AX, Tatra 11, 77, 80 und 87, Velox 10 HP, Walter Standard 6, Wikov 7/28, Z 4 und 5 |
| Muzeum historických vozidel a staré zemědělské techniky      | Týn nad Vltavou                  | Technikmuseum mit Autos und Motorrädern                                  | 31                       | 2023  | Aero 18, Chevrolet Capitol, Praga Alfa und Baby, Škoda 1102, 1201, 1202 und Popular, Tatra 12, 30 und 57, Trabant 601 und Walter Bijou |
| Tatra Veterán Museum Bítov                                   | Bítov                            | Autos, Schwerpunkt Tatra                                                 | 30                       | 2023  | Citroën Acadiane, DS und GS, Dodge D-24, Fiat 600, Tatra 11, 52, 54, 57, 75, 87, 90, 603 und 613 |
| Depozit - Muzeum veterán Tatra klub Bystřice nad Pernštejnem | Bystřice nad Pernštejnem         | Autos, Schwerpunkt Tatra                                                 | 29                       | 2023  | Citroën Acadiane, Škoda 1202, Tatra 12, 30, 52, 57, 72, 75, 600 und 613 |
| Muzeum techniky Telč                                         | Telč                             | Technikmuseum mit Autos und Motorrädern                                  | 25                       | 2023  | Aero 30, Armstrong Siddeley 30 hp und Whitley, Ford Modell T und V8, Franklin 11 B, Hudson Eight, JK Sport 2000, Laurin & Klement Škoda 110, Praga Piccolo, Rolls-Royce 20/25 hp, Škoda 430, Tatra 12, 13, 57 und 75 und Unic J 3 |
| Retro muzeum Na statku                                       | Brünn                            | Autos, Schwerpunkt Fahrzeuge aus der DDR                                 | 23                       | 2023  | AWZ P 70, Chrysler 180, IFA F 9, Škoda 1000 MB, Tatra 603 und 613, Trabant P 50, 600 und 601, Wartburg 311 und 353 |
| BMW Renocar Muzeum                                           | Brünn                            | BMW-Händler, Schwerpunkt BMW                                             | 22                       | 2023  | Austin 7, BMW 3/15, 3/20, 309, 315, 319, 326, 327, 328, 329, 501, 503, 3200 CS und Isetta |
| Muzeum - Veteráni Litvínov                                   | Litvínov                         | Autos                                                                    | 22                       | 2023  | ARO M 461, Citroën 2 CV und Méhari, Oltcit, Peugeot 402, Praga Piccolo, Renault 4, Škoda 1102 und 1201, Wartburg 353 und Zastava Skala |
| Technisches Museum in Brünn                                  | Brünn                            | Technikmuseum mit Autos und Motorrädern                                  | 21                       | 2023  | Aero 10, Austro-Daimler 1910, Disk 1924, Lada Samara Bohemia, Oltcit Club, Praga Alfa, Škoda 422, 440, 1000 MB und 1201, Tatra 31 und 57, Trabant 600, Wikov 35, Z 4, 6 und 9 |
| Muzeum veteránů                                              | Staré Město u Uherského Hradiště | Metallzoo mit Autos                                                      | 21                       | 2023  | Aero 10 und 20, Bentley R-Type, Jawa Minor, Marquette 1930, MG P-Type, Packard Six, Škoda 420 und Superb, Trekka und Vauxhall Cadet |
| Vojenské technické muzeum Lešany                             | Lešany nad Sázavou               | Militärmuseum mit einigen Pkw                                            | 20                       | 2023  | Aero 18, DKW Munga, Jawa Minor, Škoda 420, 973, 1101 Tudor, 1201, MOŽ-2 und VOS, Stoewer R 200 und Tatra 57 |
| Auto-Moto Múzeum u Kučerů                                    | Soběslav                         | Autos, Schwerpunkt Škoda, und Motorräder, geöffnet nur nach Vereinbarung | 20                       | 2023  | Aero Minor II, Škoda 422, 440, 1000 MB, 1200 und Felicia und Velorex Dreirad |
| 1. České muzeum motocyklů a automobilová galerie             | Lesná u Znojma                   | Autos und Motorräder                                                     | 18                       | 2023  | Alfa Romeo Spider, Chrysler Saratoga, Dodge Coronet, Jawa Minor, Opel GT, Škoda 440, 1201 und Felicia, Tatra 57 und Velorex Dreirad |
| Slatinice Muzeum Veteránu                                    | Slatinice                        | Autos, Schwerpunkt Mercedes-Benz                                         | 17                       | 2023  | BMW 3/15 und 335, Mercedes-Benz 10/50 PS, 170 H, 190 SL, 200 und 320 |
| Muzeum Lobzy                                                 | Pilsen                           | Autos, Schwerpunkt Fahrzeuge aus der DDR                                 | 13                       | 2023  | AWZ P 70, DKW F 7, IFA F 9, Trabant 600, 601 und 1.1, Wartburg 311, 353 und Wartburg 1.3 |
| Restaurace a Veterán Muzeum                                  | Valašské Meziříčí                | Restaurant mit Autos                                                     | 13                       | 2023  | Aero 20, BMA Amica, Casalini Sulky, IFA F 9, Meister, MG Midget, Norsjö, Reliant Robin, Renault 4 CV, SMS SZA und Velorex Dreirad |
| Muzeum českého karosářství                                   | Vysoké Mýto                      | Autos, Schwerpunkt Sonderkarosserien vor 1945                            | 13                       | 2023  | Aero 50, Horch 853, Jawa Minor, MG J-Type, Packard Six, Škoda VOS, Tatra 52, 57 und 75, Walter 4 B, Lord und Princ |
| Auto-Moto Muzeum Františkovy Lázně                           | Františkovy Lázně                | Autos                                                                    | 12                       | 2023  | Mercedes-Benz 170 V und 450 SL, Škoda 430, Tatra 12, Trabant P 50 und 601, Velorex 16/350 und Wartburg 311 |
| Muzeum nákladních automobilů Tatra                           | Kopřivnice                       | Nutzfahrzeuge, Schwerpunkt Tatra, einige Pkw                             | 11                       | 2023  | Nesselsdorf T, Tatra 11, 12, 26/30, 49, 72 und 82 |
| Historic Car Museum                                          | Kuks                             | Autos und Motorräder                                                     | 11                       | 2023  | Aero 18, Chevrolet Corvette C3, Hanomag Rekord, Mercedes-Benz /8, MG B, Opel GT, Porsche 924 und Z 4 |
| Muzeum motocyklů Křivoklát                                   | Křivoklát                        | Motorräder, ein paar Autos                                               | 10                       | 2023  | Aero 18, Aero Minor II, Jawa 700 und Minor, Velorex Dreirad und 435-0 |
| Terra Technica                                               | Chvalovice                       | Museum für Spielautomaten mit ein paar Autos                             | 9                        | 2023  | Cadillac DeVille 1959, Chevrolet Corvette C3, Chitty Bang Bang, Chrysler New Yorker, Ford Modell A und Panther J12 |
| Muzeum Trabantů                                              | Nová Ves pod Pleší               | Autos, Schwerpunkt Trabant                                               | 8                        | 2023  | Fiat 126, Trabant 600 und 601 |
| Muzeum techniky v Loukové                                    | Háje nad Jizerou                 | Technikmuseum mit Autos und Motorrädern                                  | 7                        | 2023  | Aero, Graham-Paige, Jawa Minor, Peugeot 301 und 402 und Tatra 12 |
| Trabant Muzeum Praha Motol                                   | Prag                             | Autos, Schwerpunkt Trabant                                               | 7                        | 2023  | AWZ P 70, Trabant 600, 601 und 1.1 |
| Městské muzeum Česká Třebová                                 | Česká Třebová                    | Industriemuseum mit Autos, Schwerpunkt Velorex                           | 6                        | 2023  | Oskar 54, Velorex 16/175, 16/250, 16/350 und 435-0 |
| Muzeum veteránů Nepomuk                                      | Nepomuk                          | Motorräder, ein paar Autos                                               | 5                        | 2023  | BSA 9 HP, Durant 1930, MG Midget und TD und Velorex 16/350 |
| Muzeum historických vozidel                                  | Olešnice na Moravě               | Motorräder, ein paar Autos                                               | 5                        | 2023  | Škoda 110 R, 440 und 1000 MB, Tatra 603 und Velorex 16/350 |
| Jawa Muzeum Rabakov                                          | Rabakov                          | Motorräder und ein paar Autos, Schwerpunkt Jawa                          | 4                        | 2023  | Jawa Minor, Velorex 16/350 und 435-0 |
| Muzeum historických motocyklů Železná Ruda                   | Železná Ruda                     | Motorräder und ein paar Autos                                            | 4                        | 2023  | Aero 18, Essex Super Six und Laurin & Klement Škoda 110 |
| Vojenské Muzeum Králíky                                      | Králíky                          | Militärmuseum mit einigen Pkw                                            | 3                        | 2023  | GAZ-67, Škoda Favorit und UAZ-469 |
| Moto Veteran Muzeum Kolonial a Vila Adler                    | Uherský Ostroh                   | Motorräder und ein paar Autos                                            | 3                        | 2023  | Praga Piccolo und Velorex Dreirad |
| Male Muzeum Techniky                                         | Kácov                            | Motorräder, 2 Autos                                                      | 2                        | 2023  | Velorex 16/350 und Wartburg 311 |
| Ostböhmisches Museum Hradec Králové                          | Hradec Králové                   | Industriemuseum mit einem Auto                                           | 1                        | 2023  | Start D 2 1930 |
| Rodný dům Ferdinanda Porscheho                               | Liberec                          | Geburtshaus von Ferdinand Porsche mit einem Auto                         | 1                        | 2023  | Austro-Daimler ADR |
| Průmyslové muzeum Mladějov                                   | Mladějov na Moravě               | Industriemuseum mit einigen Fahrzeugen                                   | 1                        | 2023  | ARO M 461 |
| Vojenské muzeum Rokycany                                     | Rokycany                         | Militärmuseum mit einigen Fahrzeugen                                     | 1                        | 2023  | Škoda 903 |
| Muzeum jihovýchodní Moravy ve Zlíně                          | Zlín                             | Industriemuseum mit einem Auto                                           | 1                        | 2023  | Tatra 87 |
| Auto moto veterán muzeum - Česká Ves                         | Česká Ves                        | Motorräder, 2 Autos                                                      |                          |       | |
| Cabrio Gallery                                               | Dobřenice                        | Autos, nur nach Vereinbarung geöffnet                                    |                          |       | |
| Veteran Vehicle Muzeum Hobšovice                             | Hobšovice                        | Autos                                                                    |                          |       | |
| Veterán Muzeum Jílovice                                      | Jílovice u Trhových Svinů        | Autos, nur nach Vereinbarung geöffnet                                    |                          |       | |
| Vojenská technika Ironclad                                   | Nový Bohumín                     | Militärmuseum mit einigen Pkw                                            |                          |       | |
| Muzeum Techniky Sokolov                                      | Sokolov                          | Technikmuseum mit Autos und Motorrädern                                  |                          |       | |
| Muzeum Výtopna Zdice                                         | Zdice                            | Straßen- und Schienenfahrzeuge, auch Pkw                                 |                          |       | |
| Samohýl Motor Veterán                                        | Zlín                             | Autos                                                                    |                          |       | |

## Ehemalige Museen
Diese Tabelle umfasst Museen und museumsähnliche Sammlungen, die in der Vergangenheit alte Personenkraftwagen ausstellten. Die Tabelle ist alphabetisch nach Name sortiert. Einträge ohne Blaulink zum Museum bedürfen eines Belegs.
| Name des Museums             | Ort                            | Beschreibung                                                                                                |
| ---------------------------- | ------------------------------ | --- |
| Automuseum Praga             | Zbuzany                        | Existent von 2000 bis 2016, stellte es überwiegend Fahrzeuge der Marke Praga aus                            |
| Automuzeum                   | Liberec-Vratislavice nad Nisou | Das Museum stellte Autos aus und wurde 2022 aufgelöst                                                       |
| Muzeum socialistických vozů  | Mochov                         | Existent von 2011 bis 2014, danach in Velké Hamry. Es zeigte Autos aus ehemals sozialistischen Staaten.     |
| Muzeum socialistických vozů  | Velké Hamry                    | Existent von 2014 bis 2019, seit 2020 in Železný Brod. Es zeigte Autos aus ehemals sozialistischen Staaten. |
| Muzeum sportovních vozů Lány | Lány                           | Existent von 1997 bis 2021, stellte es Autos mit Schwerpunkt Sportwagen aus                                 |